# Schwalmtal
Schwalmtal  är ett gemeinde inom Kreis Viersen, in Nordrhein-Westfalen, Tyskland. Schwalmtal är namngiven efter  floden Schwalm, vilken rinner genom området. Schwalm är en biflod till Meuse, med en total längd på 46 km.  Schwalmtal är beläget cirka 12 km väster Mönchengladbach. A52 passerar genom Schwalmtal fram till gränsen mot Nederländerna.
Följande ortsdelar ingår i Schwalmtal:
- Amern, 
  - Amern
  - Dilkrath
  - Heidend
  - Renneperstraße
  - Linde
  - Schier
  - Vogelsrath
  - End
- Waldniel, 
  - Waldniel
  - Lüttelforst (620 invånare).
  - Ungerath
- Leloh (101 invånare)
- Naphausen(120 invånare)
- Eschenrath (90 invånare)
- Berg (140 invånare)
- Eicken (80 invånare)
- Birgen (60 invånare)
- Stöcken (40 invånare)
- Hochfeld (12 invånare)
- Hehler (500 invånare)
- Hostert (30 invånare)
- Fischeln (130 invånare)
- End (125 invånare)
- Linde (200 invånare)